# Rzymskie mury obronne w Lugo
Rzymskie mury obronne w Lugo (hiszp. i gal. Muralla Romana de Lugo) – obiekt obejmuje świetnie zachowane mury obronne z czasów rzymskich, które otaczają stare miasto w Lugo. Fortyfikacje zostały dodane do  listy światowego dziedzictwa UNESCO pod koniec 2000 i są popularną atrakcją turystyczną.
Mury miejskie zbudowano między 263 a 276 n.e. w celu obrony rzymskiego miasta Lucus Augusti (dzisiejsze Lugo) przed miejscowymi plemionami i najazdami plemion germańskich.